# Parade Castro

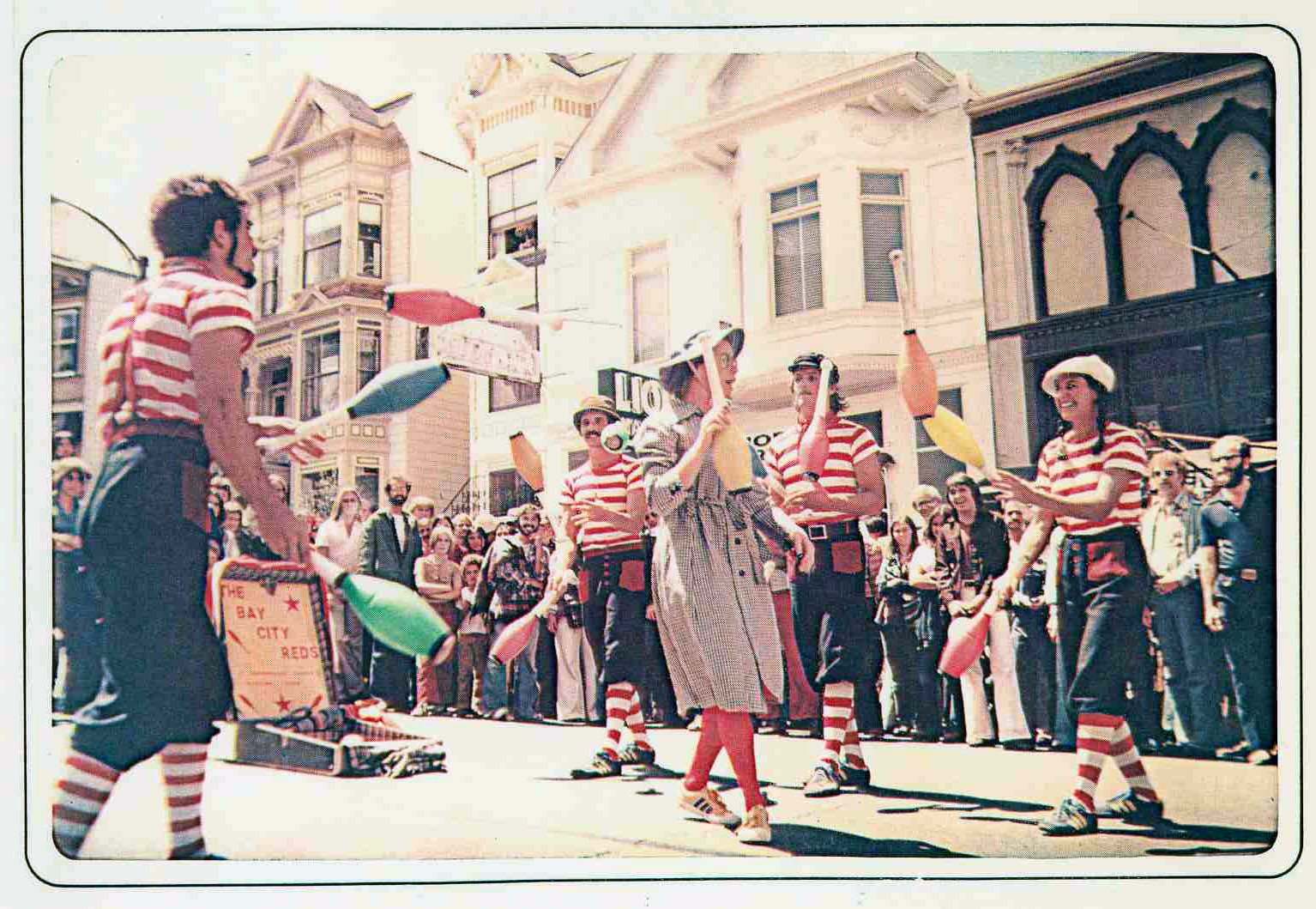
Jongleurs à la Parade Castro en 1975.

La parade Castro (en anglais : Castro Street Fair) est une parade organisée le premier dimanche d'octobre par la communauté LGBT de San Francisco dans le quartier gay du Castro. Elle a été fondée en 1974 par Harvey Milk. La parade conjugue de nombreuses animations, performances, Dj et des restaurants ambulants. En raison des pressions de la communauté, la parade s'est restructurée et s'est associée à des associations afin d'avoir un but et de leur récolter des dons.[réf. nécessaire]